# Ubojstva u okrugu Majvand
Ubojstva u okrugu Majvand, naziv je za događaj iz 2010. kada je skupina američkih vojnika tijekom Rata u Afganistanu ubila najmanje troje afganistanskih civila. Članovi skupine koja je sebe nazivala "Kill Team" bili su članovi 3. voda, 1. pješačke pukovnije 5. brigade, 2. pješačke divizije stacionirani u bazi Ramrod, provincija Kandahar.
Tijekom ljeta 2010. vojni sud podigao je optužnice protiv pet članova voda zbog ubojstva troje afganistanskih civila te sakupljanja njihovih dijelova tijela kao trofeja. Uz to, još sedam vojnika optuženo je za kaznena djela konzumiranja hašiša, ometanja istrage te napada na zviždača Justina Stonera.
U ožujku 2011. Jeremy Morlock priznao je krivnju prema tri točke optužnice za ubojstvo s predumišljajem. Sudu je priznao da je pomogao u ubijanju nenaoružanih afganistanskih civila u lažnim borbenim situacijama. Prema sudskoj nagodbi dobio je 24 godine zatvora i nečastan otpust iz vojske zauzvrat ponudivši svjedočanstvo protiv ostalih umiješanih vojnika. Od dvanaest optuženih vojnika, jedanaest ih je osuđeno dok je dvanaesti oslobođen pod izlikom "interesa pravde" bez pravog objašnjenja.